# Les Torres

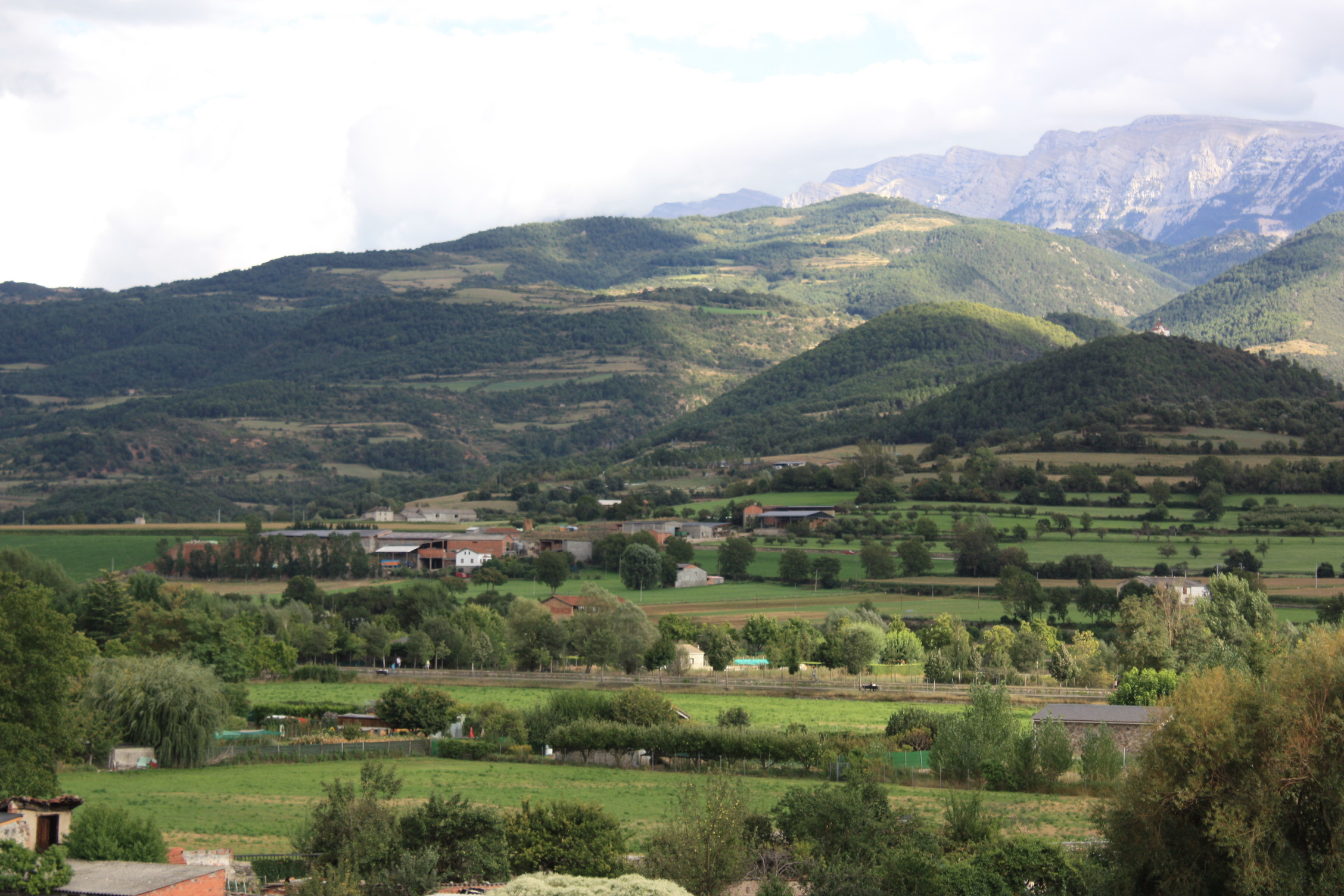
Les Torres desde el parque del Cadí de Seo de Urgel.

Les Torres es un vecindario de la Seo de Urgel, en la provincia de Lérida, España. Está situado en el margen izquierdo del Segre. Originariamente estaba formado por la Torre del Cap, la del Peu y la del Mig. Con el tiempo esta zona agrícola se ha ido poblando más.
La gente del país divide el término en dos sectores, la partida de les Torres y la de l'Olla i Segalers. Al norte de les Torres, al otro lado del Segre y al largo de la carretera N-260, hay el barrio de Sant Pere, el Poble-sec y Sant Antoni.

Mapa del municipio de Seo de Urgel.